# مارال فیض‌بخش

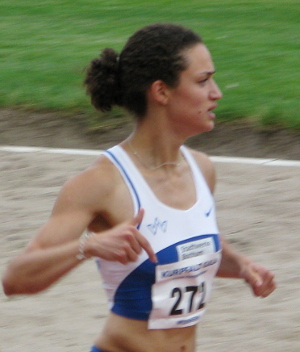
فیض‌بخش در واینهایم، ۲۰۱۲

سیده مارال فیض‌بخش بازرگانی مشهور به مارال فیض‌بخش (به آلمانی: Maral Feizbakhsh)‏ (۳۱ شهریور ۱۳۶۹ در تهران) دونده ایرانی–آلمانی است که در بازی‌های المپیک تابستانی ۲۰۱۲ در دوی ۴۰۰ × ۴ متر تیمی برای آلمان به میدان رفت. تیم او در گروه ۱ دور اول مسابقه در جای هشتم قرار گرفت و از صعود بازماند.